# Електрометаногенез
Електрометаногенез — форма виробництва електропалива, в якій метан виробляється прямим біологічним перетворенням діоксиду вуглецю з використанням електричного струму.
Технології виробництва метану викликали інтерес наукової спільноти до 2000 року, але електрометаногенез залишався поза сферою інтересу до 2008 року. Від 2008 року кількість публікацій, що стосуються каталітичного метанування, зросла від 44 до 130. Електрометаногенез привернув увагу завдяки пропонованим програмам. Виробництво метану за допомогою електричного струму може забезпечити зберігання відновлюваної енергії. Електричний струм, що надходить із відновлюваних джерел енергії, можна за допомогою електрометаногенезу перетворити на метан, який потім використовувати як біопаливо. Електрометаногенез також можна розглядати як метод уловлювання діоксиду вуглецю та використовувати для очищення повітря.
У природі утворення метану відбувається біотично і абіотично. Абіогенний метан виробляється в менших масштабах, і необхідні хімічні реакції не використовують органічних речовин. Біогенний метан утворюється в анаеробних природних середовищах, де метан утворюється внаслідок розкладання органічних матеріалів мікробами. Дослідники виявили, що процес виробництва біогенного метану можна відтворити в лабораторних умовах за допомогою електрометаногенезу. Відновлення CO2 при електрометаногенезі полегшується за допомогою електричного струму на біокатоді в мікробній електролізній комірці і за допомогою мікробів і електронів (рівняння 1) або абіотично одержуваного водню (рівняння 2).
(1) CO2 + 8H+ + 8e- ↔ CH4 + 2H2O
(2) CO2 + 4H2 ↔ CH4 + 2H2O

## Біокатод
Біокатод — це катод, який використовується в мікробній електролізній комірці під час електрометаногенезу. Мікроорганізми в цьому випадку використовуються для каталізування процесу прийняття електронів і протонів від анода. Біокатод зазвичай виготовляють із дешевого матеріалу, такого як вуглець або графіт, як і анод. Популяція мікробів, поміщена на біокатод, повинна вловлювати електрони з матеріалу електрода (вуглецю або графіту) й утворювати завдяки їм водень.

## Механізм

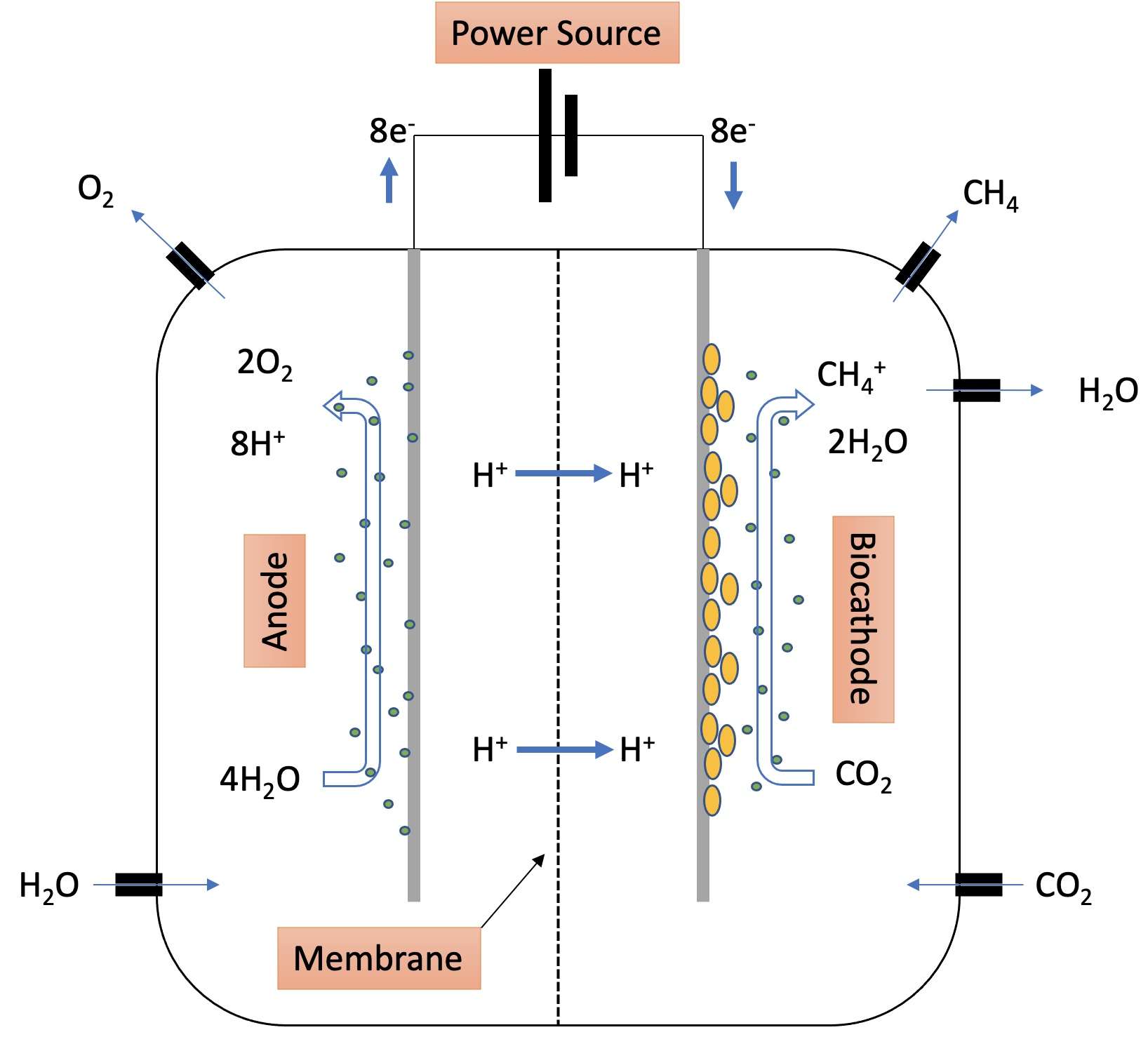
Малюнок 1. Приклад двокамерної системи виробництва метану, в якій відбувається електрометаногенез

Механізм електрометаногенезу наведено на малюнку 1. Вода вводиться в систему з анодом, біокатодом та мікробами. На аноді мікроби притягують молекули H2O, які окислюються після включення електричного струму від джерела живлення. Кисень виділяється з боку анода. Протони та електрони, отримані з H2O, проходять через мембрану, де вони потрапляють у матеріал біокатода. Інші мікроби на біокатоді здатні переносити нові електрони з матеріалу біокатода й утворювати протони. Ці протони потім використовуються в основному шляху, який приводить до утворення метану в електрометаногенезі — відновлення CO2. CO2 надходить на біокатодний бік системи, де він відновлюється протонами, що продукуються мікроорганізмами, з утворенням H2O та метану (CH4+). Вироблений метан потім можна випустити з боку біокатода та зберегти.

## Обмеження
Одним із обмежень є втрата енергії в біоелектрохімічних системах, які виробляють метан. Це відбувається внаслідок перенапруги на аноді, мембрані та біокатоді. Втрати енергії значно знижують ефективність процесу. Ще одне обмеження — біокатод. Зважаючи на важливість біокатода для електронного обміну та утворення метану, його склад значною мірою впливає на ефективність реакції. Робляться спроби покращити біокатоди, використовувані в електрометаногенезі, комбінуванням матеріалів, зміненням форми або різною попередньою обробкою поверхні біокатода, тим самим підвищуючи біосумісність.